# Четири Божића
Четири Божића (енгл. Four Christmases) амерички је божићни хумористички филм из 2008. године, у режији Сета Гордона, по сценарију Мета Р. Алена, Кејлеба Вилсона, Џона Лукаса и Скота Мура. Главне улоге глуме Винс Вон, Рис Видерспун, Роберт Дувал, Џон Фавро, Мери Стинберџен, Двајт Јокам, Тим Макгро, Кристин Ченоует, Џон Војт и Сиси Спејсек. Говори о пару који мора да путује на четири божићне забаве након што су им планови за одмор отказани због густе магле.
Приказан је 26. новембра 2008. у САД, односно 18. децембра у Србији. Добио је углавном негативне критике и зарадио 163 милиона долара широм света.

## Радња
Када добростојећи срећно невенчани пар из Сан Франциска Кејт и Бред сазнају за густу маглу на Божићно јутро, њихов егзотичан одмор пропада и претвара се у празник у кругу породице који су толико времена уназад избегавали. Без обавеза и у немогућности да побегну, они се затичу не на једном, не на два, већ на четири породична славља где су били приморани да се присете својих страхова из детињства и својих адолсцентских комплекса. Самим тим њихова заједничка будућност постаје несигурна. Док Бред одбројава часове када ће побећи од својих родитеља, браће, сестара и рођака, Кејт ослушкује другу врсту часовника. И пред крај дана, после свега, она почиње да се пита да ли су избори њихових породица заправо толико ненормални.

## Улоге
| Глумац             | Улога           |
| ------------------ | --------------- |
| Винс Вон           | Бред Макви      |
| Рис Видерспун      | Кејт Кинкејд    |
| Роберт Дувал       | Хауард Макви    |
| Џон Фавро          | Денвер Макви    |
| Мери Стинберџен    | Мерилин Кинкејд |
| Двајт Јокам        | пастор Фил      |
| Тим Макгро         | Далас Макви     |
| Кристин Ченоует    | Кортни          |
| Сиси Спејсек       | Пола            |
| Кејти Миксон       | Сузан Макви     |
| Керол Кејн         | тетка Сара      |
| Колин Камп         | тетка Дона      |
| Џек Донер          | дека            |
| Стив Вибе          | Џим             |
| Скајлер Гисондо    | Конор Макви     |
| Патрик ван Хорн    | Дарил           |
| Брајан Баумгартнер | Ерик            |
| Седрик Јарбро      | Стен            |
| Хејли Халак        | беба Клементина |
| Тру Бела Пинчи     | Каси            |